# AfD Bremen
Die AfD Bremen ist der Landesverband der rechtspopulistischen und teils rechtsextremen Partei Alternative für Deutschland (AfD) in der Freien Hansestadt Bremen. Sie trat bei der Bundestagswahl 2013 erstmals zu einer Wahl an und wurde im Januar 2019 zum Prüffall des Verfassungsschutzes erklärt.

## Geschichte
Der Landesverband Bremen wurde am 12. Mai 2013 gegründet.
Nach dem AfD-Bundesparteitag in Essen Anfang Juli 2015 traten die Bürgerschaftsabgeordneten Piet Leidreiter, Klaus Remkes und Christian Schäfer, der ehemalige Landesvorsitzende, aus der Partei aus. Sie verblieben jedoch in der AfD-Gruppe, woraufhin diese Mitte Juli 2015 in Bremer Bürgerliche Reformer umbenannt wurde. Das letzte AfD-Mitglied Alexander Tassis verließ nach der Umbenennung die Gruppe und vertrat die Partei bis zum Ende der Legislaturperiode als fraktionsloser Abgeordneter. Schäfer und Leidreiter traten am 19. Juli 2015 der neu gegründeten Partei Allianz für Fortschritt und Aufbruch (heute Liberal-Konservative Reformer, LKR) bei, Remkes folgte kurze Zeit später. Die ehemalige AfD-Gruppe nannte sich fortan ALFA-Gruppe-Bremen, bevor sie im November 2016 in Gruppe Liberal-Konservative Reformer umbenannt wurde. Sie bestand bis Juni 2017, als Leidreiter und Remkes ihren Übertritt zur Wählervereinigung Bürger in Wut erklärten. Schäfer blieb bis zum Ende der Legislaturperiode Einzelabgeordneter und wurde damit zum letzten LKR-Vertreter in einem deutschen Landesparlament.
Im Jahr 2016 gerieten führende Mitglieder des Landesverbandes in Streit. Der Bürgerschaftsabgeordnete Alexander Tassis warf seinen Kollegen im Landesvorstand Frank Magnitz und Thomas Jürgewitz vor, einen Führungsstil zu vertreten, der „diktatorisch und indiskutabel“ sei. Diese wiederum strengten ein Parteiausschlussverfahren gegen Tassis und drei weitere AfD-Mitglieder an. Der Vorstand warf ihnen vor, sie wollten die Partei spalten.
Nach der Bürgerschaftswahl 2019 kam es zu Streitigkeiten zwischen dem Landesvorsitzenden Frank Magnitz und dem Fraktionsvorsitzenden Thomas Jürgewitz. Hauptkritikpunkt an Magnitz waren seine gleichzeitigen Mandate sowohl als Bundestagsabgeordneter wie als Bremer Bürgerschaftsabgeordneter. Am 1. September 2019 trat Magnitz mit zwei weiteren der fünf Bürgerschaftsabgeordneten, Mark Runge und Uwe Felgenträger, aus der AfD-Fraktion aus, die damit aufgelöst wurde. Die drei bildeten anschließend die AfD-Gruppe in der Bremischen Bürgerschaft. Der AfD-Bundesvorstand untersagte der Gruppe jedoch die Benutzung des Wortes „AfD“, woraufhin sie in Gruppe Magnitz, Runge, Felgenträger umbenannt wurde. Die verbliebenen zwei AfD-Abgeordneten Peter Beck und Thomas Jürgewitz waren seither fraktionslos.
Im September 2019 wurde auf einem Landesparteitag Peter Beck zum Nachfolger des zurückgetretenen Landesvorsitzenden Frank Magnitz gewählt. Frank Magnitz war einem offenen Schlagabtausch zwischen Jürgewitz und ihm zuvorgekommen, indem er am Tag vor dem Parteitag sein Amt als Landesvorsitzenden niedergelegt hatte und nicht beim Parteitag erschien. Zuvor hatte Magnitz neue Mitglieder angeworben, um die Mehrheitsverhältnisse zu seinen Gunsten zu beeinflussen. Die Mitgliedsanträge wurden jedoch nicht bewilligt.
Im Januar 2021 verkündete Peter Beck seinen Rücktritt vom Amt des Landesvorsitzenden und seinen Austritt aus der AfD. Er begründete diesen Schritt mit seinem Scheitern, den Landesverband auf einen gemäßigten Kurs zu bringen.
Der Bremer Landesverband der AfD wurde im Mai 2022 zu einem Bußgeld in Höhe von 6000 € verurteilt. Er hatte kurz vor der Bürgerschaftswahl 2019 ein sogenanntes „Lehrermeldeportal“ online gestellt. Schüler und deren Eltern wurden aufgefordert, dort Lehrkräfte zu melden, die sich im Unterricht kritisch zur AfD äußern. Das Portal, das auf Anordnung des Bremer Datenschutzbeauftragten geschlossen werden musste, war insgesamt nur neun Tage online. Der AfD-Landesverband legte gegen den Bußgeldbescheid keine Rechtsmittel ein; er ist damit rechtskräftig.
Nach dem Rücktritt von Beck blieb der AfD-Landesverband in zwei Lager geteilt. Die Lager streiten seitdem darüber, wer die AfD rechtmäßig vertreten darf. Der regionale Konflikt spaltet auch die Führungsgremien der Partei auf Bundesebene: Der Bundesvorstand stellte sich hinter den so genannten Rumpfvorstand um den Landesvize Sergej Minich, während das Bremer Landesschiedsgericht und das Bundesschiedsgericht den sogenannten Notvorstand um die Bürgerschaftsabgeordneten Heinrich Löhmann und Frank Magnitz stützen.
Bei der Bürgerschaftswahl 2023 war die AfD aufgrund konkurrierender Kandidatenlisten nicht zugelassen. Sie war deshalb ab 2023 nicht mehr in der Bürgerschaft vertreten. Im Dezember 2024 trat der zuvor parteilose Bürgerschaftsabgeordnete Sven Lichtenfeld der AfD bei.

## Parteiprogramm
Im Wahlprogramm des Bremer Landesverbandes gehören die Bereiche Innere Sicherheit, Migration und Bildung zu den Schwerpunkten. Bei der Kriminalitätsbekämpfung setzt die AfD auf die „konsequente Verfolgung von Straftätern“ sowie die „Rückführung straffällig gewordener Ausländer“. Sie lehnt des Weiteren „Asylmissbrauch“ ab und tritt für „klare Regeln“ in der Zuwanderungspolitik ein. Dabei sollen sich Zuwanderer an der „deutschen Kultur als Leitbild“ orientieren. In der Bildungspolitik befürwortet sie die Beibehaltung des gegliederten Schulsystems, eine „Entideologisierung der Erziehung“ sowie eine stärkere pädagogische Hinwendung zur „deutschen Identität“. Eine einheitliche Schulkleidung soll das Gemeinschaftsgefühl in den Schulen stärken.
Weitere Forderungen des Wahlprogramms sind die Schaffung von bezahlbarem Wohnraum, vor allem für Familien, eine mittelstandsfreundliche Wirtschaftspolitik sowie die Stärkung direktdemokratischer Verfahren. Bei Volksentscheiden soll es kein Zustimmungsquorum geben. Die Verschuldung Bremens will die AfD durch Teilprivatisierungen von öffentlichen Einrichtungen, die Kürzung von Personalausgaben und die Ausgabe einer Bürgeranleihe senken.

## Zusammenarbeit mit Rechtsextremen
Teile der AfD Bremen arbeiten 2017 mit Rechtsextremisten zusammen, wobei es auch personelle Überschneidungen gibt; der Verfassungsschutz Bremen bezeichnete die Grenzen zwischen der AfD-Jugendorganisation Junge Alternative (JA) und der rechtsextremen Identitären Bewegung (IB) als „fließend“. Der Bremer JA-Vorsitzende Teske sagte über die IB: „Die Identitären machen gute Aktionen und werden zu Unrecht vom Verfassungsschutz beobachtet.“ Seit September 2018 steht die Nachwuchsorganisation der Bremer AfD wegen bestehender „Anhaltspunkte dafür, dass es sich um eine rechtsextremistische Bestrebung handelt“, unter Beobachtung des Bremer Verfassungsschutzes. Der Bremer Bundestagsabgeordnete und AfD-Landesvorsitzende Magnitz beschäftigt einen IB-Aktivisten als wissenschaftlichen Mitarbeiter. Magnitz selbst ist der völkisch-nationalistischen AfD-Gruppierung Der Flügel zuzurechnen, die im Januar 2019 vom Bundesamt für Verfassungsschutz als Verdachtsfall für rechtsextremistische Bestrebungen eingestuft wurde.
Am 25. Januar 2019 wurde der gesamte Bremer Landesverband der AfD zum Prüffall des Verfassungsschutzes erklärt. Hintergrund dieser Entscheidung ist eine „Materialsammlung über verfassungsfeindliche Bestrebungen der AfD“, in der auch Aussagen Bremer AfD-Mitglieder enthalten sind. So ließ sich zum Beispiel Thomas Jürgewitz, stellvertretender Vorsitzender des Landesverbandes Bremen, anerkennend über die rechtsextreme Identitäre Bewegung aus; er sagte unter anderem: „Die IB macht mit intelligenten, witzigen, gewaltfreien Aktionen auf Missstände in Deutschland aufmerksam, die allerdings den Gutmenschen missfallen. Denn die IB will die deutsche Identität bewahren.“

## Wahlen

### Bundestagswahlen
Bei der Bundestagswahl 2013 erreichte die AfD im Land Bremen 3,7 % der Zweitstimmen. Spitzenkandidat der Landesliste war Christian Schäfer.
Bei der Bundestagswahl 2017 entfielen auf die AfD im Land Bremen 10,0 % der Zweitstimmen, Frank Magnitz zog über die Landesliste als Abgeordneter in den Bundestag ein.
Zur Bundestagswahl 2021 wurde die Landesliste der AfD Bremen zunächst von der Landeswahlleitung wegen einer fehlenden eidesstattlichen Erklärung im Wahlvorschlag nicht zugelassen. Der Bundeswahlausschuss gab jedoch einer Beschwerde der AfD gegen den Ausschluss statt.
Bei der Bundestagswahl 2025 entfielen auf die AfD im Land Bremen 15,1 % der Zweitstimmen, Sergej Minich zog über die Landesliste als Abgeordneter in den Bundestag ein.
| Bundestagswahlen | Bundestagswahlen | Bundestagswahlen | Bundestagswahlen | Bundestagswahlen | Bundestagswahlen | Bundestagswahlen  |
| Jahr             | Stimmenanzahl    | Stimmenanteil    | Direktmandate    | Sitze            | Platz            | Spitzenkandidat   |
| ---------------- | ---------------- | ---------------- | ---------------- | ---------------- | ---------------- | ----------------- |
| 2013             | 10.764           | 03,7 %           | 0/2              | 0/5              | 5                | Christian Schäfer |
| 2017             | 33.244           | 10,0 %           | 0/2              | 1/5              | 5                | Frank Magnitz     |
| 2021             | 22.575           | 6,9 %            | 0/2              | 0/5              | 6                | Olaf Kappelt      |
| 2025             | 52.494           | 15,1 %           | 0/2              | 1/5              | 4                | Sergej Minich     |

### Europawahlen
Bei der Europawahl 2014 erreichte die AfD 5,8 % der Stimmen im Land Bremen.
Bei der Europawahl 2019 entfielen auf die AfD 7,7 % der Stimmen im Land Bremen.
| Europawahlen | Europawahlen  | Europawahlen  | Europawahlen |
| Jahr         | Stimmenanzahl | Stimmenanteil | Platz        |
| ------------ | ------------- | ------------- | ------------ |
| 2014         | 11.205        | 05,8 %        | 5            |
| 2019         | 22.450        | 07,7 %        | 5            |
| 2024         | 26.804        | 10,2 %        | 4            |

### Bürgerschaftswahlen
Der Spitzenkandidat der AfD Bremen bei der Bürgerschaftswahl 2015 war Christian Schäfer. Laut einem Bericht der Frankfurter Allgemeinen Zeitung verfolgte die Landespartei eine Politik im Sinne von Bundessprecher Bernd Lucke. Sie erzielte 5,5 % und zog mit vier Abgeordneten aus dem Wahlbereich Bremen in die Bürgerschaft ein, womit ihr ein Abgeordneter fehlte, um eine Fraktion bilden zu können. Im Wahlbereich Bremerhaven verpasste die AfD ein Bürgerschaftsmandat um 50 Stimmen. Daraufhin kündigte die Partei an, für den Fall, dass keine Neuauszählung der Stimmen in Bremerhaven durchgeführt werden sollte, die Wahl anfechten zu wollen. Am 20. Dezember entschied das Verwaltungsgericht Bremen, der AfD ein zusätzliches Mandat in Bremerhaven zulasten der SPD zuzuerkennen. Das Urteil wurde beim Staatsgerichtshof überprüft und eine erneute Auszählung aller Stimmen in Bremerhaven angeordnet. Zwar ergab diese nach Korrektur der Fehler eine Steigerung von 4,97 % auf 4,99 %, jedoch wurde die Fünf-Prozent-Hürde nicht übersprungen. Der Staatsgerichtshof entschied am 13. September 2016, dass das ursprüngliche Wahlergebnis Bestand hat.
Bei der Bürgerschaftswahl 2019 stellte sich die AfD Bremen erneut zur Wahl. Ihr Spitzenkandidat war Frank Magnitz. Sie erzielte 6,1 % und zog mit fünf Abgeordneten in die Bürgerschaft ein.
Die beiden konkurrierenden Landesvorstände der AfD Bremen reichten jeweils einen eigenen Wahlvorschlag zur Bürgerschaftswahl 2023 ein. Nach dem Bremer Wahlgesetz darf lediglich ein Wahlvorschlag pro Partei eingereicht werden; deshalb und wegen diverser anderer Mängel bei beiden Wahlvorschlägen wurde die AfD Bremen auf der öffentlichen Sitzung des Wahlbereichsausschusses am 17. März 2023 von der Bürgerschaftswahl 2023 ausgeschlossen, beide Wahlvorschläge für die Stadt Bremen der konkurrierenden Landesvorstände wurden einstimmig zurückgewiesen. Im Wahlbereich Bremerhaven hingegen wurde die AfD zur Bürgerschaftswahl und der Wahl der Stadtverordnetenversammlung zugelassen, dort wurde lediglich ein Wahlvorschlag eingereicht. Der Landeswahlausschuss bestätigte am 23. März 2023, dass die beiden konkurrierenden Listen aus formalen Gründen nicht zur Landtagswahl in Bremen zugelassen werden. Anschließend wurde auch für den getrennten Wahlbereich Bremerhaven entschieden, dass die AfD nicht zur Wahl zugelassen wird und damit die Entscheidung des Wahlbereichsausschusses Bremerhaven korrigiert, der die Liste zunächst zugelassen hatte. Grund dafür sei, dass auch der Wahlvorschlag für Bremerhaven nicht von einem legitimierten AfD-Landesvorstand unterzeichnet worden sei. Die Partei kündigte daraufhin eine Wahlprüfungsbeschwerde an, die zurückgewiesen wurde.
| Bürgerschaftswahlen | Bürgerschaftswahlen | Bürgerschaftswahlen | Bürgerschaftswahlen |
| Jahr                | Stimmenanzahl       | Stimmenanteil       | Sitze               |
| ------------------- | ------------------- | ------------------- | ------------------- |
| 2015                | 64.368              | 05,51 %             | 4/83                |
| 2019                | 89.939              | 6,12 %              | 5/84                |
| 2023                | nicht zugelassen    | nicht zugelassen    | nicht zugelassen    |

## Organisation

### Landesvorstand
Nach mehreren Austritten setzt sich der Landesvorstand derzeit aus folgenden Mitgliedern zusammen:
| Landesvorsitzender                   | Sergej Minich    |
| Stellvertretender Landesvorsitzender | Kevin Schäfer    |
| Schatzmeister                        | Mertcan Karakaya |
| Stellvertretender Schatzmeister      | Jürgen Hauschild |
| Schriftführer                        | Stephan Hilbers  |

### Parteivorsitzende
| Parteivorsitzende(r) | Parteivorsitzende(r) | Amtszeit                     |
| -------------------- | -------------------- | ---------------------------- |
| Christian Schäfer    | Christian Schäfer    | Mai 2013 – Juli 2015         |
| Frank Magnitz        | Frank Magnitz        | Juni 2015 – September 2019   |
|                      | Peter Beck           | September 2019 – Januar 2021 |
|                      | vakant               | Januar 2021 – Oktober 2023   |
|                      | Sergej Minich        | seit Oktober 2023            |